# Церква Успіння Богородиці (Яворів)
Церква Успіння Богородиці в м. Яворів (Горішня церква) — греко-католицька церква у місті Яворів Львівської області України. Сучасна будівля церкви зведена у 2013 році на місці старого дерев'яного храму XVII століття, пам'ятки архітектури національного значення (охоронний № 523), який згорів 2008 року.

## Історія
Дерев'яну церкву Успіння Богородиці збудували на Великому передмісті Яворова у 1670 році, про що свідчив напис на західних дверях:
Радянська енциклопедія «Історія міст і сіл Української РСР», однак, згадує про церкву на Великому передмісті, зведену 1568 року, що свідчить про ймовірне існування на цьому місці старішої церковної будівлі.
У 1672 році польський король Ян III Собеський підтвердив церковні права. У XIX столітті інтер'єр церкви прикрасили розписом.
За радянської влади, з 1959 року церква не діяла, у 1981 році в ній відкрився музей атеїзму. Богослужіння відновилися лише 1989 року.
У 1963 році Постановою Ради міністрів УРСР «Про впорядкування справи обліку та охорони пам'ятників архітектури на території Української РСР» № 970 від 24 серпня 1963 року Успенську церкву внесли до реєстру пам'яток архітектури національного значення під охоронним № 523.
Вранці 3 січня 2008 року дерев'яна Успенська церква згоріла. Пожежу гасили сім пожежних машин, проте марно, від храму вціліла лише частина фасаду. Коли пожежу загасили та почали розбирати завали, виявилося, що з церкви зникли коштовні предмети інтер'єру — позолочені чаші, старі ікони тощо. Міліція, яка почала розслідування за фактом пожежі, однією з версій висунула умисний підпал з метою приховати сліди пограбування. 19 січня невідомі підкинули вкрадені чаші на згарище церкви, а 21 січня міліції здався 19-річний юнак, який заявив, що церкву пограбував і спалив саме він. Пізніше міліція затримала ще трьох учасників злочину.
Залишки церкви за давнім місцевим звичаєм поховали на міському цвинтарі. На відбудову церкви держава виділила 130 тис. грн, проте затвердження проекту реставрації затягувалося, і в серпні того ж, 2008 року парафіяни на згарищі почали своїм коштом зводити фундамент нової великої цегляної церкви. У 2013 році будівництво нової церкви закінчили, автором її проекту став архітектор Юрій Горалевич. Сучасна церква Успіння Богородиці підпорядкована Яворівському деканату Львівської архиєпархії УГКЦ.

## Опис
Стара будівля церкви була дерев'яною, зведеною із дубових брусів, тризрубною, одноверхою. В архітектурному плані належала до галицької школи народної архітектури. Центральна нава була квадратна у плані, перекрита невисоким верхом із двома заломами: квадратним нижнім і восьмигранним верхнім (восьмерик на четверику). Увінчувала наву шоломова баня із перехватом в основі, світловим ліхтарем і маківкою. Із заходу до центральної нави приєднувався бабинець, квадратний у плані, зі сходу — п'ятигранний об'єм із невеликим бічним приміщенням. Бабинець і східна частина були вкриті похилим дахом, гребені якого увінчували маківки. Будівлю церкви обрамляло піддашшя на фігурних випусках вінців.
Всередині церкви бічні вівтарі були перекриті зрубним склепінням, центральна нава розкрита у висоту. Між бабинцем і центральним об'ємом був арковий виріз, хори розміщувались у західної стіни бабинця. Іконостас церкви був триярусним, його царські ворота датовані XVII століттям, дияконські ворота і бокові престоли — XVIII століттям. На північній стіні бабинця висіла пам'ятна таблиця зі списком настоятелів церкви:
Від старої церкви, що згоріла 2008 року, збереглася дерев'яна дзвіниця, зведена в 1764 році.

## Світлини

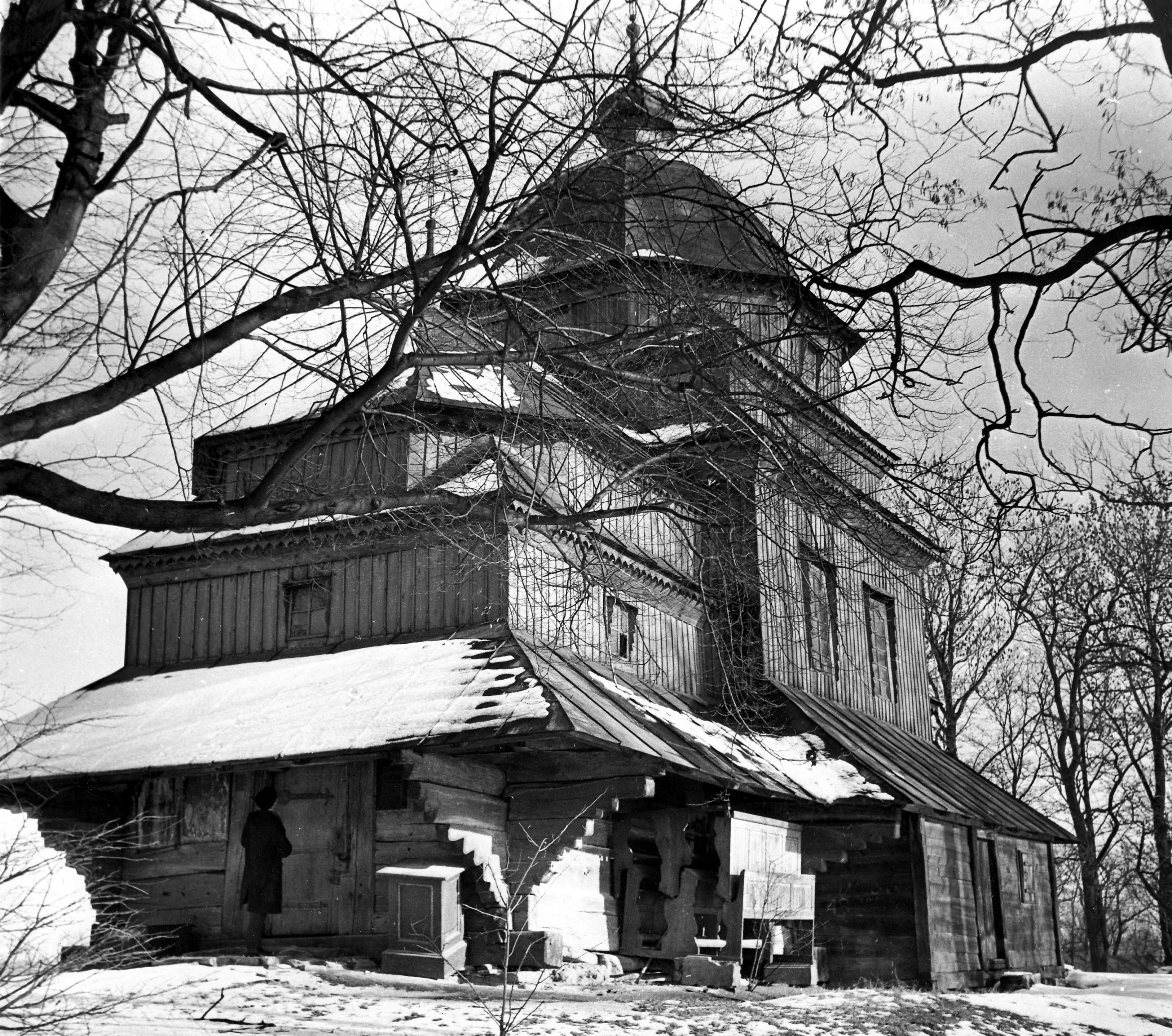
Стара церква Успіння
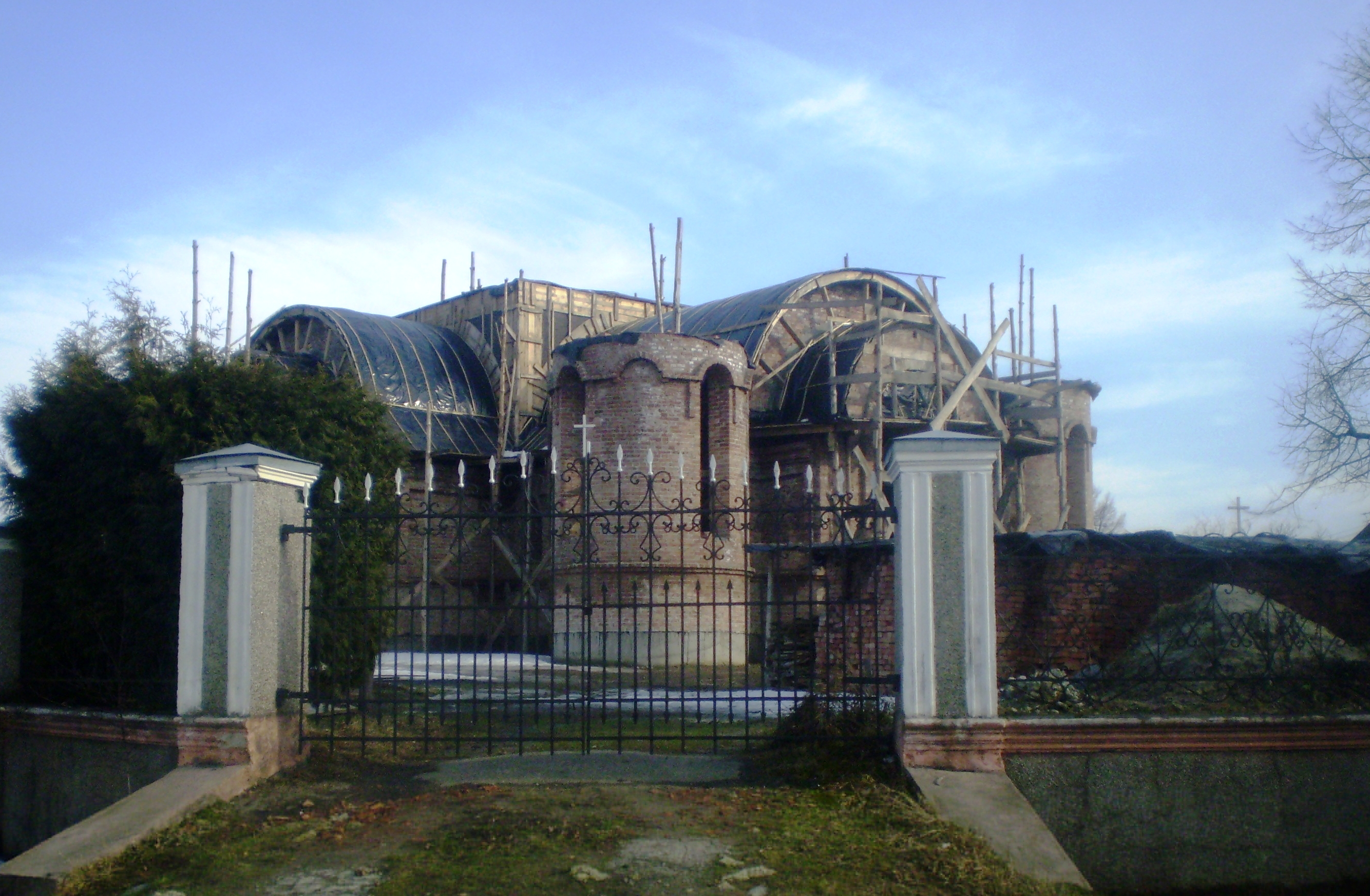
Будівництво нової церкви
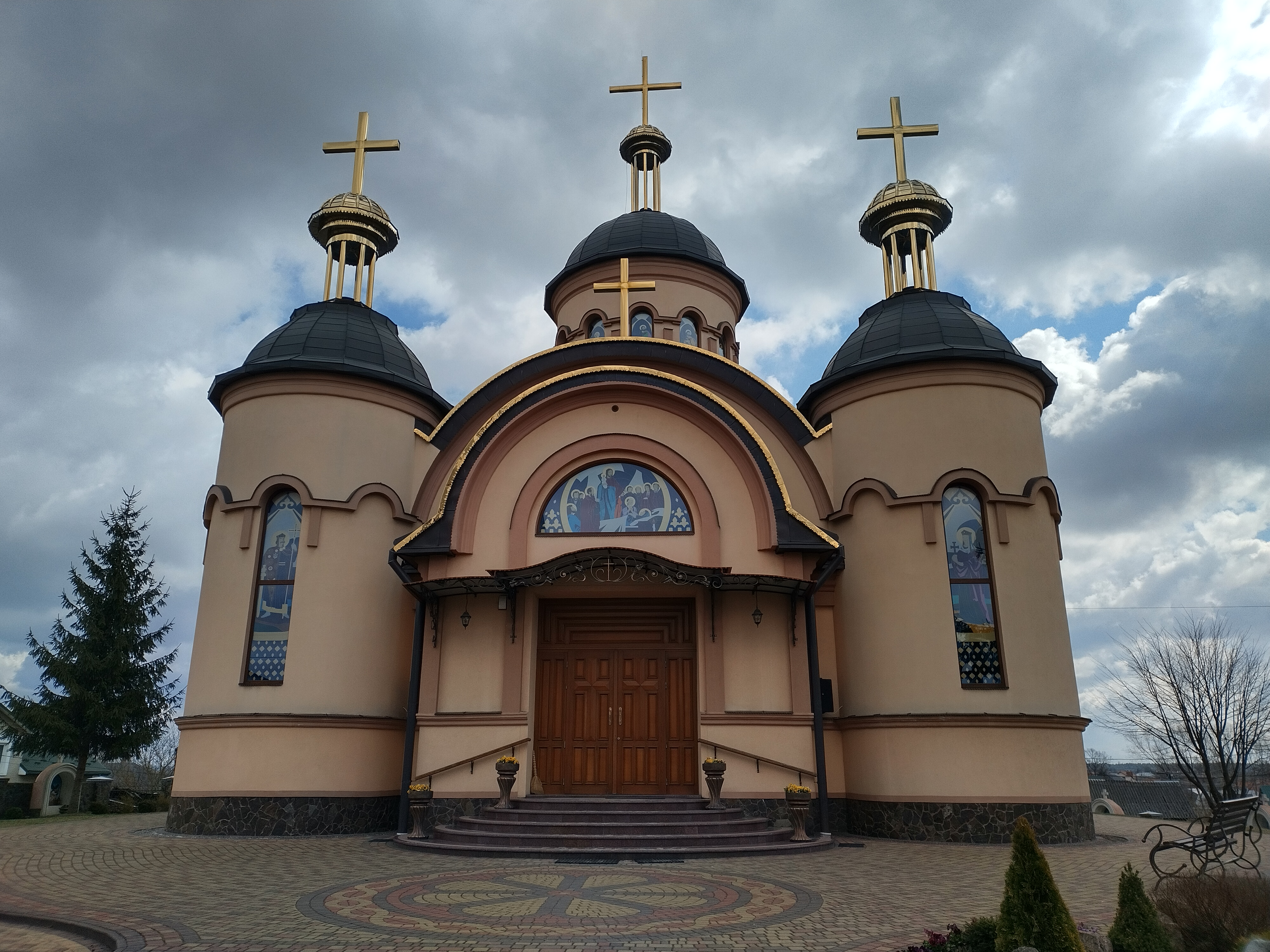
Головний вхід до храму